# Lichenostomus
Lichenostomus là một chi chim trong họ Meliphagidae, đặc hữu Australia.

## Các loài
Chi này trước đây chứa khoảng 20 loài, nhưng đã bị chia tách sau khi phân tích phát sinh chủng loài năm 2011 chỉ ra rằng chi này là đa ngành. Các thành viên cũ được chuyển sang 6 chi mới là: Nesoptilotis (2 loài), Bolemoreus (2 loài), Caligavis (3 loài), Stomiopera (2 loài), Gavicalis (3 loài) và Ptilotula (6 loài).
Hiện tại chi này chỉ chứa 2 loài:
- Lichenostomus melanops - đông và đông nam Australia.
- Lichenostomus cratitius - tây nam và tây trung Australia.

Tên gọi Lichenostomus được nhà điểu học người Đức Jean Cabanis giới thiệu năm 1851. Từ này phát sinh từ leikhēn trong tiếng Hy Lạp cổ có nghĩa là địa y hay bị chai cứng và stoma nghĩa là miệng.